# Lijst van windmolens in Waals-Brabant
Dit is een lijst van windmolens in Waals-Brabant.
| Naam                   | Plaats            | Gemeente    | Provincie     | Type molen    | Functie    | Maalvaardigheid   | Monument-status | Bezoekmogelijkheid | Foto            |
| ---------------------- | ----------------- | ----------- | ------------- | ------------- | ---------- | ----------------- | --------------- | ------------------ | --------------- |
| Moulin d'Argenteuil    | Ohain             | Lasne       | Waals-Brabant | Staakmolen    | Korenmolen | Niet-draaivaardig | Niet beschermd  | op afspraak        |                 |
| Moulin Derbaix         | Roosbeek          | Rebecq      | Waals-Brabant | Stellingmolen | Korenmolen | Romp              | Niet beschermd  | op afspraak        |                 |
| Moulin Gustot          | Opprebais         | Incourt     | Waals-Brabant | Grondzeiler   | Korenmolen | Niet-draaivaardig | Niet beschermd  | op afspraak        |                 |
| Molen van Hondzocht    | Hondzocht         | Tubeke      | Waals-Brabant | Bergmolen     | Korenmolen | in restauratie    | M               | geen               |                 |
| Moulin de Lillois      | Lillois-Witterzée | Eigenbrakel | Waals-Brabant | Stellingmolen | Korenmolen | Romp              | Niet beschermd  | op afspraak        |                 |
| Moulin de Roux-Miroir  | Roux-Miroir       | Incourt     | Waals-Brabant | Bergmolen     | Korenmolen | Romp              | Niet beschermd  | geen               |                 |
| Moulin de Saint-Pierre | Nijvel            | Nijvel      | Waals-Brabant | Bergmolen     | Korenmolen | Romp              | Niet beschermd  | op afspraak        |                 |
| Moulin de Tiège        | Nil-Saint-Vincent | Walhain     | Waals-Brabant | Grondzeiler   | Korenmolen | Draaivaardig      | M               | op afspraak        | Moulin de Tiège |
| Moulin Haccourt        | Bevekom           | Bevekom     | Waals-Brabant | Bergmolen     | Korenmolen | Romp              | Niet beschermd  | op afspraak        |                 |